# Macrothacheliella
Macrothacheliella is een geslacht van wantsen uit de familie bloemwantsen (Anthocoridae). Het geslacht werd voor het eerst wetenschappelijk beschreven door Champion in 1900.

## Soorten
Het genus bevat de volgende soorten:

- Macrothacheliella laevis Champion, 1900
- Macrothacheliella nigra Parshley, 1917